# 温泉镇 (昌宁县)
温泉镇，是中华人民共和国云南省保山市昌宁县下辖的一个镇。
2014年6月30日，云南省人民政府批复同意撤销温泉乡，设立温泉镇。

## 行政区划
温泉镇下辖以下地区：
温泉村、光山村、联席村、新河村、松山村、大九甲村、下六甲村、兴文村、鹿塘村和尼诺村。

## 中国传统村落
2013年8月，里睦村被评为第二批中国传统村落。